# 티아라의 헬로 베이비
티아라의 헬로 베이비는 KBS joy에서 매주 화요일 밤 12시 10분에 방송되고 있는 7명의 티아라 멤버들과 아기와 함께 겪게 되는 과정을 그린 성장 프로그램이다.

## 출연진
- 티아라(보람, 큐리, 소연, 은정, 효민, 지연, 화영) : 엄마
- 문 메이슨(남, 2007년생, 생후 4세) : 아기
- 문 메이빈(남, 2008년생, 생후 3세) : 아기
- 문 메이든(남, 2009년생, 생후 2세) : 아기

## 같이 보기
- 소녀시대의 헬로 베이비 (2009년)
- 샤이니의 헬로 베이비 (2010년)
- 슈퍼주니어와 씨스타의 헬로 베이비 (2011년)
- 엠블랙의 헬로 베이비 (2012년)
- B1A4의 헬로 베이비 (2012년)

| 케이비에스 조이의 성장 프로그램 |                           |                                   |
| 전작                            | 현작 티아라의 헬로 베이비 | 후작                              |
| 샤이니의 헬로 베이비            | 현작 티아라의 헬로 베이비 | 슈퍼주니어와 씨스타의 헬로 베이비 |
|                                 |                           |                                   |
|                                 |                           |                                   |